# Гірне (Сумський район)
Гі́рне — село в Україні, у Нижньосироватській сільській громаді Сумського району Сумської області. Населення становить 94 осіб. До 2016 орган місцевого самоврядування — Старосільська сільська рада.

## Населення

### Мова
Розподіл населення за рідною мовою за даними перепису 2001 року:
| Мова       | Кількість | Відсоток |
| ---------- | --------- | -------- |
| українська | 90        | 95.74%   |
| російська  | 4         | 4.26%    |
| Усього     | 94        | 100%     |

## Географія
Село Гірне знаходиться за 3 км від правого берега річки Стрілка. На відстані 1 км розташовані села Ополонське і Прудок (ліквідоване в 1989 році). Поруч проходить автомобільна дорога Н12.